# Justicia vasculosa
Justicia vasculosa är en akantusväxtart som först beskrevs av Christian Gottfried Daniel Nees von Esenbeck, och fick sitt nu gällande namn av T.Anders.. Justicia vasculosa ingår i släktet Justicia och familjen akantusväxter. Utöver nominatformen finns också underarten J. v. parishii.